# هانتومرویتبورن
هانتومرویتبورن (به هلندی: Hantumeruitburen) یک منطقهٔ مسکونی در هلند است که در دونگرادیل واقع شده‌است. هانتومرویتبورن ۶۷ نفر جمعیت دارد.